# 田崎健太
田崎 健太（たざき けんた、1968年3月13日 - ）は、日本のノンフィクション作家。早稲田大学スポーツ産業研究所招聘研究員。

## 略歴
京都府の私立東山高等学校を経て早稲田大学法学部を卒業後、小学館に入社。作家志望であったため、作家に接触できる出版社に入りやり方を見れば自分もなれるだろうという動機だった。週刊ポストの編集を担当し1999年に退社。その後ノンフィクション作家として活動している。『球童 伊良部秀輝伝』で2014年度ミズノスポーツライター賞優秀賞を受賞した。

## エピソード
- 勝新太郎が週刊ポストで連載していた人生相談コーナーの編集を務めた縁で勝と親交を深め、晩年の勝の病室にマスコミで唯一入ることを許された[3]。
- 2016年3月に発売された『フットボール批評issue10』にて実際に取材していないにもかかわらず、国内外の記事を引用・無断転載してあたかも単独インタビューしたかのように見せかける「エアインタビュー」が横行していると掲載[4]。これに対してワールドサッカーダイジェストは事実無根であると反論し[5]、名指しで批判された『欧州サッカー批評』編集長の渡辺拓滋は「法的措置含め対応を協議している」とコメントしている[6]。サッカーキングはニコニコ生放送の番組でレアル・マドリードから提供されたインタビュー証明書を出すなど反響を呼んだ[7]。

## 著書
- 『CUBA：ユーウツな楽園』アミューズブックス（写真・横木安良夫）、2001年、ISBN 978-4-9066-1390-8
- 『此処ではない、何処かへ：広山望の挑戦』幻冬舎、2003年、ISBN 978-4-3440-0403-0
- 『ジーコジャパン：11のブラジル流方程式』講談社+α文庫、2006年、ISBN 978-4-0628-1006-7
- 『W杯ビジネス30年戦争』新潮社、2006年、ISBN 978-4-1030-2471-2
- 『楽天が巨人に勝つ日：スポーツビジネス下克上』学習研究社、2008年、ISBN 978-4-0540-3722-9
- 『W杯に群がる男たち：巨大サッカービジネスの闇』新潮社、2010年、ISBN 978-4-1012-9981-5
- 『辺境遊記』英治出版（絵・下田昌克）、2010年、ISBN 978-4-8627-6079-1
- 『偶然完全：勝新太郎伝』講談社、2011年、ISBN 978-4-0621-7474-9
- 『維新漂流：中田宏は何を見たのか』集英社インターナショナル、2013年、ISBN 978-4-7976-7247-3
- 『ザ・キングファーザー』カンゼン、2013年、ISBN 978-4-8625-5185-6
- 『球童：伊良部秀輝伝』講談社、2014年、ISBN 978-4-0621-8894-4
- 『真説・長州力 1951-2015』集英社インターナショナル、2015年、ISBN 978-4-7976-7286-2
- 『電通とFIFA：サッカーに群がる男たち』光文社、2016年、ISBN 978-4-3340-3903-5
- 『ドライチ』カンゼン、2017年、ISBN 978-4-8625-5424-6
- 『真説・長州力：1951-2018』集英社、2018年、ISBN 978-4-0874-5770-4
- 『真説・佐山サトル：タイガーマスクと呼ばれた男』集英社インターナショナル、2018年、ISBN 978-4-7976-7356-2
- 『ドラガイ』カンゼン、2018年、ISBN 978-4-8625-5482-6
- 『全身芸人：本物たちの狂気、老い、そして芸のすべて』太田出版（写真・関根虎洸）、2018年、ISBN 978-4-7783-1649-5
- 『ドラヨン：なぜドラフト4位はプロで活躍するのか？』カンゼン、2019年、ISBN 978-4-8625-5529-8
- 『スポーツ・アイデンティティ どのスポーツを選ぶかで人生は決まる』太田出版、2020年、ISBN 978-4-7783-1701-0

## 翻訳
- 『マラドーナ THE LEGEND OF DIEGO MARADONA -「神の手」 知られざるその素顔-』講談社、2006年、ISBN 978-4-0628-0508-7